# バトルボーン
『バトルボーン』(Battleborn) は、Gearbox Softwareが開発し、テイクツー・インタラクティブより2016年5月3日に発売されたゲームソフト。日本語字幕版は5月19日に発売された。対応プラットフォームはPlayStation 4、Xbox One、Windows。2021年1月にサービス終了。

## 概要
25人のヒーローからキャラクターを選び、対戦する一人称視点の3Dアクションシューティングゲームであり、マルチプレイヤーオンラインバトルアリーナ（MOBA）のゲーム。公式のジャンルは「ヒーローシューター」とされている。PS4では2016年4月9日から4月18日までXbox One,Windows版は4月14日から4月18日まで実施されたオープンベータテストには200万人以上が参加した。

## 開発
2009年に発売された『ボーダーランズ』の開発チームが本作の開発を行った。本作のシニア・プロデューサーのクリス・ブロックは『ボーダーランズ』のキャラクター性をもっと突き詰めてみたら、と思ったのが開発のきっかけだと語っている。

## あらすじ
かつて宇宙に数多くあった星々はロザー・レンダイン将軍と彼の率いる異次元の存在「ヴァレルシ」によって吸収されてしまった。宇宙最後の星ソーラスを侵略から守るため、ヒーローたちが立ち上がる。

## 登場人物
使用できるヒーローは発売時点では25人だが、発売後の無料アップデートでさらに5人が追加される予定。

### ラスト・ライト・コンソーティアム
宇宙一の経済力を誇る勢力で、利益を重視する傾向にある。かつては統合平和維持共和国（UPR）の一部だったが、利益を重視するあまり、離脱した経緯を持つ。
兵器メーカーであるミニオン・ロボット社は子会社にあたる。
フィービー
貴族の令嬢にして冒険家。多相サーベル「アドネクサス」とレイピアを武器として使う近接タイプのキャラクター。
エル・ドラゴン
元プロレスラーで、ISICに敗退して両腕を奪われる形で引退した経緯を持つ。サイバネティクス技術の義手を両腕にはめ、ISICとの再戦を待ち望みながら戦いに身を投じている。
なお、エル・ドラゴンはリングネームであり、本名はフランチェスコ・ドレイク。
ISIC
ミニオン・ロボット社の代表である人工知能。この宇宙はシミュレーションに過ぎないと考え、上位存在とまみえるために『再起動』を試みる。
クリース
ミニオン・ロボット社の元重役で、現在はノヴァの主任科学者を務めるマッドサイエンティスト。戦闘時は自作のタクティカルバトルチェアと呼ばれる椅子型の乗り物に乗って移動する。作戦への参加には消極的だが、発明品を試す機会を得られるため戦闘に関しては前向きである。
ISICを発見してデバッグし再起動した。
マルキ・ド・キャリベール
下層階級の人々を標的とする犯罪者ロボット。もともとはフィービーの執事だったが、LLCの代表であるマグナカルタとの出会いがきっかけで、犯罪の道へと走った。
主な武器は杖型のスナイパーライフル「ビンドルベイン」と、フクロウ型ロボット「フーディーニ」。「ビンドルベイン」はスナイパーライフルとして使えるほか、柄の部分はピストルになっている。また、時間の流れを変えて敵の動きを遅くすることもできる。

### エルドリッド
自然を愛し、探求する者たちの集う宗教組織で、宇宙の自然を守ることを使命としている。かつては全宇宙に勢力を伸ばしていたが、ヴァレルシ襲来により勢力を失いつつある。
傘下組織の一つに、ジェネリット帝国に武力で立ち向かう「存在の審判者」がある。
ミコ
キノコ型生物の最後の生き残り。回復系のキャラクター。
ボールダー
民兵団「森の誓い」のリーダーを務めるドワーフで、斧と盾を用いて戦う。
ケルビン
ミコに救出されたアイスゴーレムで、その正体は極地に生きる微生物の群体。
メルカ
〈守人〉に所属する女戦士で、トレヴァーとは顔見知り。体術やマシンピストルのほか、自らの神経に与えられた刺激によって形状を変えるバイオグレイブという刃物を武器とする。
ソーン
ヴァレルシ襲来前に生まれたエルフリンの女戦士。弓"クレシェック"のほか、エルドリッド由来の魔法を武器とする。
アラーニ
淡水の海に覆われたアコポス出身の女戦士で、ある教団の最後の生存者で、修行を通じてケットという武術を体得しており、その武術の一環として水溶性のナノテクマシーンを含んだ水を操ることができる。この能力は攻撃や回復に用いるが、本来の使い方ではないという設定である。

### ローグ
特定の勢力に属さぬはぐれ者たちの総称であり、デトリアス・リングを本拠地とする。
オレンディ
「混沌の魔女」の異名を持つ女性で、魔法じみたエネルギーを操る。掌に目の付いた4本腕が特徴。
レイナ
ソラス星系出身の女性で、ヴァルキリーの異名を持つ。仲間を守るために戦いに身を投じてきた。
シェイン&オーロックス
共闘関係で結ばれた二人組。人間のような姿をした方がシェインであり、黒い異形の存在が多次元生命体オーロックスである。
シェインはブーメランを用いた戦法を中心とし、オーロックスはシェインの護衛や援護を行う。また、オーロックスが行動不能になる代わりにシェインの移動能力を上げることもできる。
TOBY
戦闘ロボット「バーグ」に乗った異星人。かわいらしさ故にピースキーパーへの入隊を断られた過去を持つ。
ウィスキー・フォックストロット
オスカー・マイク同様過去の戦争のために生み出されたクローン兵士だが、欠陥があったため、ピースキーパーへの入隊を断られた過去を持つ。
青い肌をしており、マスクが割れて素顔が見えることもある。

### 統合平和維持共和国（UPR）
相互防衛・自由・平等をモットーとする勢力で、ピースキーパーとも呼ばれている。
ベネディクト
マダン出身の鳥人族の男性で、ロケットランチャーを武器とする。戦闘により左の翼に重傷を負ったため、機械を取り付けて飛行能力を補っている。
トレヴァー・ガルト
ピースキーパーの元技術主任で、最初のバトルボーンと呼ばれる男性。二挺のショットガンを武器とするほか、トラップを設置することもできる。
ガリレア
「存在の審判者」元メンバーである女騎士。ジェネリット帝国の不死化装置に対する破壊工作中に闇のエネルギーを浴び、不死化と引き換えに邪悪な力に苦しんだ末に衛星ブリスに引きこもっていたところ、拠点を築きに来たピースキーパーに受け入れられたという経緯を持つ。
剣と盾を武器とするほか、闇のエネルギーに由来する技も使う。
モンタナ
ピースキーパーの一員である大男で、普段は気さくな人物。巨体を活かしたショルダータックルで敵を弾き飛ばしたり、機関銃から冷凍弾を発射して敵の動きを遅くできる。
オスカー・マイク
過去の戦争のために作られたクローン兵士の一人。クローンであることにコンプレックスを感じ、人と打ち解けようとしない傾向がある。

### ジェネリット帝国
ヴァレルシ討伐集団の先頭を務めた大帝国だったが、ロザー・レンダイン将軍のクーデターにより弱体化している。
アンブラ
「沈黙の聖姉妹」と呼ばれる不老不死の者たちの一人である女戦士。太陽の力を武器に戦う他、回復能力にもたけている。
アティカス
元奴隷のスロール族の男性。かつて奴隷だったころ、サイバネティック技術を用いた作業用ハーネスを身につけさせられた結果、身体能力だけでなく知能も向上し、奴隷解放運動を展開するようになったという経緯を持つ。
カルダリアス
最強の闘技士。軍事用ジェットを搭載したJ-HTXアサルトフレームを身にまとい、近接戦闘を得意とする。
レンダインによって長期間幽閉されたため、強い憎しみを抱いている。
デアンド
「沈黙の聖姉妹」と呼ばれる不老不死の者たちの一人にして、スパイマスターの称号を持つ女性。扇形のナイフを得物とする。
ラース
三本のエネルギーブレードを得物とする剣士。かつては女帝レノアの親衛隊「剣の守護者」の一員だった。

### ヴァレルシ
異次元からの勢力。
ロザー・レンダイン
ヴァレルシを率いる人物で、かつてはジェネリット帝国の将軍だった。